# Heriades seyrigi
Heriades seyrigi là một loài Hymenoptera trong họ Megachilidae. Loài này được Pauly & Griswold mô tả khoa học năm 2001.